# Planck (misja kosmiczna)
Planck – misja satelity Europejskiej Agencji Kosmicznej (ESA), przeznaczonego do wykonania pomiarów anizotropii kosmicznego mikrofalowego promieniowania tła z wysoką zdolnością rozdzielczą. Satelita został wyniesiony, wspólnie z obserwatorium Herschela, przez rakietę nośną Ariane 5 ECA na orbitę wokół punktu L2 układu Ziemia – Słońce, znajdującego się w odległości około 1,5 mln km od Ziemi.
Nazwa satelity została nadana na cześć niemieckiego fizyka, Maxa Plancka.

## Cele naukowe misji
- Pomiar anizotropii kosmicznego mikrofalowego promieniowania tła z dokładnością do ΔT/T = 2 × 10−6 i zdolnością rozdzielczą sięgającą 5 minut kątowych.
- Pomiar wartości modów E polaryzacji mikrofalowego promieniowania tła i możliwość dokonania pomiarów modów B polaryzacji (jeżeli ich wartość jest wystarczająco duża dla detekcji)[a].
- Określenie wartości parametrów kosmologicznych, takich jak promień krzywizny Wszechświata, stała Hubble'a i gęstość materii barionowej.
- Testy modeli inflacyjnych wczesnego Wszechświata.
- Poszukiwanie charakterystycznych sygnatur pochodzących od defektów topologii, takich jak struny kosmiczne i tekstury, powstałych podczas przejścia fazowego we wczesnym Wszechświecie.
- Pomiary amplitudy struktur w mikrofalowym promieniowaniu tła w skalach pomiędzy 100 i 1000 h-1 Mpc, porównywalnych z rozmiarami pustek i filamentów obserwowanych w obecnej dystrybucji galaktyk[b].
- Pomiar  termicznego efektu Suniajewa-Zeldowicza dla tysięcy gromad galaktyk.
- Pomiar kinematycznego efektu Suniajewa-Zeldowicza dla ponad tysiąca gromad galaktyk i wyznaczenie, na tej podstawie, prędkości własnych gromad.
- Obserwacje soczewkowania grawitacyjnego mikrofalowego promieniowania tła i pomiary zintegrowanego efektu Sachsa-Wolfe’a.
- Obserwacje źródeł promieniowania mikrofalowego pochodzenia pozagalaktycznego, z Drogi Mlecznej i Układu Słonecznego.

## Konstrukcja
Satelita Planck składał się z dwóch głównych elementów – modułu ładunku (ang. Payload Module) i modułu serwisowego (ang. Service Module).
Głównym elementem modułu ładunku był teleskop z układem optycznym typu aplanat z dwoma zwierciadłami elipsoidalnymi wykonanymi z włókien węglowych. Zwierciadło główne miało wymiary 1,556 m ×x 1,887 m, a zwierciadło wtórne 1,051 m × 1,104 m. Efektywna apertura zwierciadła głównego wynosiła 1,5 m. Pole widzenia miało średnicę 8° i było skierowane pod kątem 85° do osi obrotu satelity. Zwierciadło wtórne ogniskowało promieniowanie mikrofalowe na detektorach dwóch instrumentów naukowych umieszczonych w płaszczyźnie ogniskowej teleskopu. Kriogeniczne temperatury wymagane przez instrumenty osiągane były przez połączenie pasywnego chłodzenia radiacyjnego z zespołem aktywnych chłodziarek kriogenicznych. Chłodzenie przez systemy pasywne obniżało temperaturę do około 50 K, a aktywne chłodziarki redukowały ją dalej do 20 K (dla instrumentu LFI) i 0,1 K (dla instrumentu HFI). Osłona teleskopu zapewniała jednocześnie ochronę przed rozproszonym światłem i chłodzenie radiacyjne. Trzy zwierciadlane, stożkowate osłony u podstawy modułu ładunku zapewniały izolację termiczną teleskopu i instrumentów od modułu serwisowego.
W oktagonalnym module serwisowym umieszczone były systemy niezbędne do funkcjonowania satelity. Systemy zasilania magazynowały i dystrybuowały energię elektryczną. Do kontroli położenia i orbity wykorzystywane były czujniki Słońca i gwiazd oraz silniki rakietowe na hydrazynę. W module serwisowym znajdowały się też systemy sterowania, łączności, układy przetwarzania danych obserwacyjnych z instrumentów naukowych oraz te części instrumentów, które nie wymagały chłodzenia. U podstawy modułu serwisowego znajdował się płaski, okrągły panel ogniw słonecznych, który dostarczał energię elektryczną i jednocześnie osłaniał całego satelitę przed bezpośrednim światłem słonecznym. System kontroli położenia utrzymywał rotację satelity z prędkością 1 obrotu na minutę, z osią obrotu ustawioną w kierunku Słońca, z odchyleniem nieprzekraczającym 10°.
Głównym wykonawcą satelity Planck był Thales Alenia Space w Cannes, odpowiadający także za konstrukcję modułu ładunku. Głównym wykonawcą modułu serwisowego był Thales Alenia Space w Turynie. Zwierciadła teleskopu zostały wykonane przez EADS Astrium w Friedrichshafen.

## Instrumenty naukowe

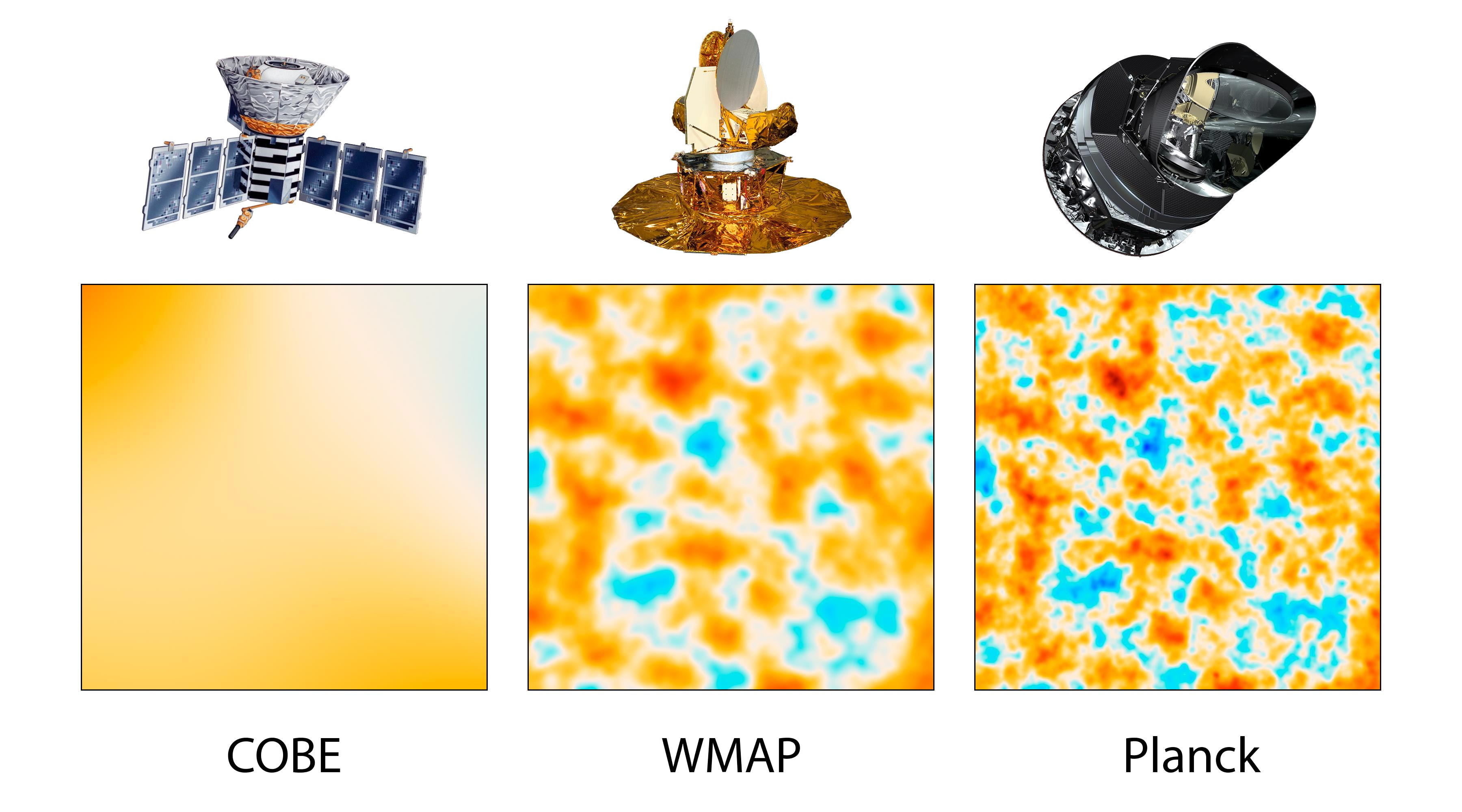
Porównanie rozdzielczości obrazów promieniowania tła z misji COBE, WMAP i Planck

Na pokładzie satelity Planck znajdowały się dwa instrumenty naukowe, które miały za zadanie wykonanie map całego nieba w dziewięciu zakresach częstotliwości mikrofalowych od 27 GHz do 1 THz.
- Low Frequency Instrument (LFI) - obserwacje natężenia promieniowania i polaryzacji liniowej w zakresie częstotliwości 27 GHz - 77 GHz (długości fal 11,1 mm - 3,9 mm) w 3 pasmach o centralnych częstotliwościach 30, 44 i 70 GHz. Detektory oparte były na wykonanych z fosforku indu tranzystorach HEMT (ang. High Electron Mobility Transistor) schłodzonych do temperatury 20 K. Instrument został skonstruowany przez konsorcjum kierowane przez Istituto di Tecnologie e Studio delle Radiazioni Extraterrestri w Bolonii.

- High Frequency Instrument (HFI) - obserwacje w zakresie częstotliwości 84 GHz - 1 THz (długości fal 3,6 mm - 0,3 mm) w 6 pasmach o centralnych częstotliwościach 100, 143, 217, 353, 545 i 857 GHz. W czterech dolnych pasmach wykonywane były także pomiary polaryzacji liniowej. Detektory bolometryczne były schłodzone do temperatury 0,1 K. Instrument został skonstruowany przez konsorcjum kierowane przez Institut d'Astrophysique Spatiale w Orsay.

## Przebieg misji

Udział ciemnej energii i ciemnej materii w energii Wszechświata, według obserwacji sondy Planck (stan na 2013):
68,3% to ciemna energia,
26,8% to ciemna materia,
4,9% to zwykła materia: międzygalaktyczny gaz oraz gwiazdy

14 maja 2009 rakieta nośna Ariane 5 ECA wyniosła satelitę Planck i Kosmiczne Obserwatorium Herschela na trajektorię transferową prowadzącą do punktu L2 układu Ziemia - Słońce. Odłączenie Obserwatorium Herschela od górnego stopnia rakiety nośnej nastąpiło po 25 min i 58 s od startu, na wysokości 1142 km nad wschodnim wybrzeżem Afryki. Odłączenie satelity Planck miało miejsce na wysokości 1723 km, po 28 min i 29 s od startu. Od tej pory  misje obydwu satelitów są kontynuowane niezależnie.
Podróż satelity Planck w okolice punktu L2 trwała ponad sześć tygodni. Podczas niej wykonano kilka manewrów korekcyjnych trajektorii oraz rozpoczęła się faza weryfikacji i demonstracji możliwości aparatury oraz schładzanie instrumentów.
Po zbliżeniu do punktu L2 układu Ziemia - Słońce, 3 lipca 2009 satelita wykonał manewr wejścia na orbitę Lissajous wokół tego punktu, znajdującą się w średniej odległości około 400 tysięcy km od niego. Zapewnia ona optymalne warunki obserwacyjne, ze względu na brak zakłóceń ze strony promieniowania podczerwonego emitowanego przez Ziemię i Księżyc oraz łatwość zasłonięcia teleskopu przed światłem pochodzącym od Słońca, Ziemi i Księżyca. Ponieważ orbita ta jest dynamicznie niestabilna, regularnie były wykonywane manewry jej korekcji.
Tego samego dnia poinformowano, że detektor HFI osiągnął temperaturę roboczą 0,1 K.
13 sierpnia 2009 Planck rozpoczął procedurę uzyskiwania „pierwszego światła”, czyli pierwsze właściwe obserwacje wykonane po przetestowaniu podzespołów sondy. Następnie przez dwa tygodnie Planck dokonywał nieustannego przeglądu nieba. Cała procedura miała na celu sprawdzenie stabilności instrumentów i możliwości ich kalibrowania w ciągu długich sesji obserwacyjnych. Przegląd zakończył się 27 sierpnia uzyskaniem w dziewięciu różnych częstotliwościach map o szerokości 15 stopni i rozciągających się naokoło całego nieba. We wrześniu 2009 roku rozpoczęła się faza prowadzenia rutynowych obserwacji naukowych przez satelitę. Była ona zaplanowana na 15 miesięcy, podczas których satelita miał wykonać dwa pełne przeglądy całego nieba.
15 stycznia 2010 ESA zaaprobowała przedłużenie misji Plancka o 12 miesięcy. Satelita miał zbierać wysokiej jakości dane naukowe do końca 2011.
14 lutego 2010 roku, po pomyślnym zakończeniu pierwszego przeglądu nieba, satelita rozpoczął drugą część swojej misji, z planowanym pokryciem mapy Wszechświata w 100% w połowie czerwca. 
17 marca 2010 ujawnione zostały zdjęcia ukazujące koncentracje pyłu kosmicznego w odległości 500 lat świetlnych od Słońca.
5 lipca 2010 ESA udostępniła pierwsze kompletne zdjęcie nieba widziane przez Plancka.
14 sierpnia 2010 Planck rozpoczął trzeci przegląd nieba.
26 listopada 2010 zakończyła się misja nominalna Plancka, a zaczęła przedłużona, która trwała do wyczerpania się czynnika chłodzącego. 
14 lutego 2011 satelita rozpoczął czwarty, a  29 lipca - piąty przegląd nieba.
14 stycznia 2012 instrument HFI wyczerpał zapas czynnika chłodzącego, co uniemożliwiło dalszą detekcję promieniowania mikrofalowego, i zakończył prowadzenie przeglądów nieba. Przegląd nieba kontynuowany był nadal przez instrument LFI.
21 marca 2013 opublikowano pierwszą mapę mikrofalowego promieniowania tła, opartą na danych zebranych w ciągu pierwszych 15 miesięcy misji.
3 października 2013 zakończono program naukowy misji.
9 października 2013 sonda została przeniesiona z orbity wokół punktu L2 na bezpieczną orbitę heliocentryczną i rozpoczęła się procedura zamykania jej systemów. 
Misja została zakończona 23 października 2013 roku. Tego dnia wysłana została komenda wyłączenia nadajnika sondy.
5 lutego 2015 opublikowano opracowanie danych zebranych w ciągu czterech lat działania satelity. Najważniejsze wyniki:
1. Wiek Wszechświata: 13,799 ±0,038 mld lat (dokładność do 0,3%)
2. Stała Hubble'a: 67,8 ±0,9 km/s/Mpc (to wyraźnie mniej niż 73 km/s/Mpc wydedukowane z supernowych Ia)
3. Ciemna energia stanowi 69,2 ±1,2% masy-energii Wszechświata[12].

Całkowity koszt misji Planck miał wynieść około 700 milionów euro. Wchodzi w to koszt budowy satelity, jego instrumentów naukowych, koszty startu i operacyjne.